# Under the Silver Lake
Under the Silver Lake (en España: Lo que esconde Silver Lake) es una película estadounidense neo-noir de 2018 escrita y dirigida por David Robert Mitchell. Está protagonizada por Andrew Garfield, Riley Keough y Topher Grace, y sigue a un hombre quien emprende una búsqueda para encontrar a la mujer que conoció la noche anterior en la piscina de su complejo de apartamentos luego de que esta desapareciera.
La película tuvo su estreno mundial en el Festival de Cine de Cannes de 2018 el 15 de mayo, en España el 28 de diciembre de 2018 y en Estados Unidos el 19 de abril de 2019, a través de A24.

## Argumento
Sam es un hombre de 33 años sin rumbo en Silver Lake, Los Ángeles, interesado en teorías de conspiración y mensajes ocultos en la cultura popular y sin interés en pagar su renta atrasada. Se advierte al público que "tenga cuidado con el asesino de perros" que está asesinando mascotas. Sam conoce a su nueva vecina, Sarah, quien a pesar de haberlo pillado espiándola, lo invita. Los dos se drogan y miran una vieja película pero, cuando sus compañeras de cuarto interrumpen cuando están a punto de besarse, Sarah le sugiere que Sam se vaya y que salgan al día siguiente.
Por la mañana, Sam descubre que Sarah y sus compañeras de habitación se mudaron de la noche a la mañana y se obsesiona con saber qué sucedió. Al darse cuenta de un extraño símbolo pintado en la pared del apartamento, Sam sigue a una mujer desde el apartamento hasta una serie de fiestas de élite de Hollywood, y se encuentra con la banda pop "Jesús y Las Novias de Drácula" y un artista de performance que trabaja para un círculo de prostitutas conformado por actrices en dificultades financieras. Todos parecen estar conectados, pero Sam lucha por encontrar algún patrón significativo.
En su departamento, Sam ve un informe de noticias que detalla el descubrimiento del multimillonario Jefferson Sevence, quemado hasta la muerte en un automóvil con tres mujeres. Sam reconoce el sombrero de Sarah en la escena, y un pequeño perro similar al de Sarah encontrado muerto.
Sam contacta al autor de Under the Silver Lake, un cómic subterráneo sobre leyendas urbanas del vecindario. Este le dice a Sam que la desaparición de Sarah, el asesino de perros, el beso del búho y los mensajes en la cultura pop son parte de la misma conspiración y que ha instalado cámaras de seguridad en toda su casa. Más tarde, la policía encuentra al autor muerto en un aparente suicidio. Sam entra a la casa y revisa las imágenes de seguridad, descubriendo que el autor fue asesinado por la Mujer Búho.
Siguiendo las pistas ocultas en las canciones de Jesús y Las Novias de Drácula, Sam conoce al "Rey sin hogar", quien lo lleva a un búnker debajo de Griffith Park que conduce a un supermercado. Con la ayuda de la artista de performance y sus amigos, Sam conoce a "The Songwriter", un viejo fabulosamente rico que dice haber escrito la mayoría de las canciones populares de la historia. Cuando el compositor trata de dispararle, Sam lo mata a golpes con una guitarra que supuestamente pertenecía al ídolo musical de Sam, Kurt Cobain.
En una fiesta en Hollywood Hills, Sam conoce a la hija de Jefferson Sevence, Millicent, que también se encuentra con su ahora exnovia y su nuevo novio. Millicent convence a Sam de ir a nadar al embalse de Silver Lake. Ella le da un brazalete, idéntico al de Sarah, que perteneció a su padre, y es asesinado a tiros por asaltantes invisibles y se hunde hasta el fondo del lago, reflejando una pose del número favorito de Sam de Playboy.
Sam logra escapar y combina el brazalete, el premio de la caja de cereales del autor y un mapa de The Legend of Zelda del primer número de Nintendo Power para revelar una ubicación ausente del mapeo web, donde encuentra a un hombre y tres mujeres en una pequeña cabaña. Mientras Sam los sostiene a punta de pistola, el hombre revela la verdad: a lo largo de la historia: hombres ricos como él eligen encerrarse en búnkeres subterráneos similares a los que descubrió Sam, muy parecidos a los faraones egipcios, para que sus almas "asciendan" acompañadas por tres esposas. Sarah y sus compañeras de cuarto eran esposas de Sevence, y sus muertes eran falsas. Su búnker ha sido sellado, pero aún se puede contactar a través de videotelefonía. Sam habla con Sarah, quien confirma que ella entró voluntariamente en el búnker. En paz con su destino, ella y Sam comparten una despedida emocional.
Sam se desmaya con el hombre y sus esposas cuando llega el Rey sin hogar y captura a Sam, enojado al encontrar galletas para perros en su bolsillo. Cuando Sam le dice que en realidad no tenía un perro y guardaba galletas solo como recuerdo de su dolorosa ruptura, y sabiendo que nunca volvería a ver al perro de su novia, el Rey sin hogar lo deja ir. Al volver a casa, Sam pasa la noche con un vecino cuyo loro repite palabras incomprensibles. Desde el balcón, Sam observa cómo su casero y un oficial de policía entran a su departamento para desalojarlo. Se dan cuenta de que una de sus paredes ha sido pintada con el extraño símbolo visto anteriormente, que Sam ahora sabe que es un mensaje de la conspiración para "permanecer en silencio".

## Reparto
- Andrew Garfield como Sam.
- Riley Keough como Sarah.
- Topher Grace como Hombre en el bar.
- Laura-Leigh como Mae.
- Zosia Mamet como Troy.
- Jimmi Simpson como Allen.
- Patrick Fischler como Fanático de los cómics.
- Luke Baines como Jesús.
- Callie Hernández como Millicent Sevence.
- Riki Lindhome como La actriz.
- Don McManus como Hombre al final.
- Summer Bishil como La novia.
- Grace Van Patten como La chica de los globos.
- Sydney Sweeney como Futura estrella.
- India Menuez como Futura estrella.
- Jeremy Bobb como Escritor de canciones.
- David Yow como el Rey de los indigentes.

## Producción
En mayo de 2016, Andrew Garfield y Dakota Johnson se unieron a la película, con David Robert Mitchell dirigiéndola, a partir de un guion que él mismo había escrito. Michael De Luca, Adele Romanski, Jake Weiner y Chris Bender serían los productores. En octubre de 2016, Topher Grace y Riley Keough se incorporaron al reparto, con la última sustituyendo a Johnson. En noviembre de 2016, Zosia Mamet, Jimmi Simpson, Patrick Fischler, Luke Baines, Callie Hernandez, Riki Lindhome y Don McManus se unieron al reparto. El compositor Disasterpeace, quien proveyó la banda sonora para la anterior película de Mitchell, It Follows, regresó para escribir la música.

### Rodaje
La fotografía principal de la película comenzó el 31 de octubre de 2016.

## Estreno
En mayo de 2016, A24 adquirió los derechos de distribución de la película. La cinta tuvo su estreno mundial en el Festival de Cine de Cannes el 15 de mayo de 2018. La película iba a ser estrenada el 22 de junio de 2018, pero el 4 de junio fue atrasada hasta el 7 de diciembre de 2018. Finalmente fue atrasada al 19 de abril de 2019.

## Recepción
Under the Silver Lake recibió reseñas mixtas por parte de la crítica y de la audiencia. En el sitio web especializado Rotten Tomatoes, la película posee una aprobación de 59%, basada en 157 reseñas, con una calificación de 6.1/10 y un consenso crítico que dice: «Under the Silver Lake alcanza su ritmo ligeramente más a menudo de lo que tropieza, pero es difícil no admirar, o ser atraído por, la ambición del escritor y director David Robert Mitchell». Por parte de la audiencia tiene una aprobación de 57%, basada en más de 500 votos, con una calificación de 3.3/5.
El sitio web Metacritic le dio a la película una puntuación de 60 de 100, basada en 31 reseñas, indicando "reseñas mixtas". En el sitio IMDb los usuarios le asignaron una calificación de 6.5/10, sobre la base de 43 555 votos. En la página web FilmAffinity la cinta tiene una calificación de 6.0/10, basada en 7866 votos.